# Jasmine Abrams
Jasmine Abrams (New York, 14 marzo 1994) è una velocista guyanese, ha vinto la medaglia d'argento ai Giochi panamericani nei 100 metri piani.

## Biografia
Nata a New York negli Stati Uniti d'America da genitori della Guyana, ha due fratelli.
Ha partecipato ai Giochi olimpici di Tokyo.

## Record nazionali
- 60 m piani indoor: 7"26 ( Albuquerque, 12 febbraio 2022)
- 100 m piani: 11"07 ( Port of Spain, 25 giugno 2022)

## Progressione

### 100 metri piani
| Stagione | Misura | Luogo         | Data      | Rank. Mond. |
| -------- | ------ | ------------- | --------- | ----------- |
| 2024     | 11"11  | Leonora       | 15-6-2024 |             |
| 2023     | 11"41  | Memphis       | 4-8-2023  |             |
| 2022     | 11"07  | Port of Spain | 25-6-2022 |             |
| 2021     | 11"19  | Miami         | 24-4-2021 |             |
| 2019     | 11"48  | Jacksonville  | 10-8-2019 |             |
| 2018     | 12"04  | Douglasville  | 26-5-2018 |             |
| 2016     | 11"93  | Leonora       | 18-6-2016 |             |
| 2013     | 12"04  | Miramar       | 11-5-2013 |             |
| 2012     | 11"73  | Hoschton      | 25-3-2012 |             |
| 2011     | 12"16  | Atlanta       | 18-3-2011 |             |
| 2010     | 12"31  | Atlanta       | 17-6-2010 |             |

## Palmarès
| Anno                           | Manifestazione          | Sede              | Evento      | Risultato  | Prestazione | Note  |
| ------------------------------ | ----------------------- | ----------------- | ----------- | ---------- | ----------- | ----- |
| In rappresentanza della Guyana |                         |                   |             |            |             |       |
| 2021                           | Sudamericani            | Guayaquil         | 100 m piani | Bronzo     | 11"50       |       |
| 2021                           | Olimpiade               | Tokyo             | 100 m piani | Batteria   | 11"49       |       |
| 2022                           | Mondiali indoor         | Belgrado          | 60 m piani  | Batteria   | 7"36        | [ 3 ] |
| 2022                           | Mondiali                | Eugene            | 100 m piani | Batteria   | 11"55       |       |
| 2022                           | Giochi del Commonwealth | Birmingham        | 100 m piani | Semifinale | 11"60       |       |
| 2023                           | Giochi panamericani     | Santiago del Cile | 100 m piani | Argento    | 11"52       |       |

## Campionati nazionali
- 2 volte campionessa nazionale guyanese dei 100 metri piani (2021, 2024)

2021
- Oro ai campionati guyanesi (Leonora), 100 metri piani - 11"37

2024
- Oro ai campionati guyanesi (Leonora), 100 metri piani - 11"11